# Gran Orient Espanyol
Gran Orient Espanyol (Gran o Grande Oriente Español, en castellà) és una obediència històrica de lògies maçòniques a Espanya.

## Història
El Gran Orient Espanyol va ser fundat el setembre de 1889 per Miguel Morayta Sagrario, després de fusionar el Gran Orient d'Espanya (GOdE) i el Gran Orient Nacional d'Espanya (GONE). Miguel Morayta fou proclamat com el primer Gran Mestre.
El 1890 el Gran Orient Espanyol comptava amb 120 lògies.
Va tindre lògies a les Filipines, Puerto Rico i Cuba fins al primer terç del s. XX.
Després del triomf del cop militar franquista a la Guerra Civil Espanyola, el Gran Orient Espanyol va passar a l'exili (Mèxic), on van ser rebuts pel president mexicà Lázaro Cárdenas del Río, també francmaçó.
Una vegada restablerta la democràcia a Espanya, el Gran Orient Espanyol es va constituir el 1977 però va retornar sense força, de manera que no va arribar a instaurar-se de nou al seu país d'origen. El 1979 es va inscriure en el registre d'associacions com a Grande Oriente Español Unido (G.O.E.U.) organització maçònica que es va integrar el 1982 en la Gran Lògia Simbòlica Espanyola en el període de Javier Otaola com Sereníssim Gran Mestre. Actualment aquesta organització manté la nomenclatura de GLSE-GOEU en multitud de documents. El 2001 la seua carta patent va ser absorbida per la Gran Lògia d'Espanya.

## Lògies que van pertànyer al Gran Orient Espanyol
- Lògia Alona d'Alacant
- Lògia Constante Alona d'Alacant
- Lògia Vigilància de Múrcia
- Lògia Anyaza de Tenerife

## Grans Mestres
Al llarg de la seua història ha tingut com a Gran Mestre als maçons:
- 1889 - 1901: Miguel Morayta Sagrario.
- 1901 - 1904: Emilio Menéndez Pallarés.
- 1904 - 1906: José Marenco Gualter.
- 1906 - 1917: Miguel Morayta Sagrario.
- Antonio López de Villar (interí).
- José Lescura Borrás (interí).
- 1917 - 1921: Lluís Simarro Lacabra.
- 1921 - 1922: Augusto Barcia Trelles.
- 1922 - 1923: Enrique Gras Morillo.
- 1923 - 1924: José Lescura Borrás.
- 1924 - 1925: José María Rodríguez Rodríguez.
- 1926 - 1929: Demófilo de Buen Lozano.
- 1929 - 1930: Diego Martínez Barrio.
- 1930 - 1934: Diego Martínez Barrio.
- Fermín de Zayas Molina (interí).
- 1935 - 1938: Ángel Rizo Bayona.